# Lill-Rössjön, Ångermanland
Lill-Rössjön är en sjö i Örnsköldsviks kommun i Ångermanland och ingår i Idbyåns huvudavrinningsområde. Sjön har en area på 0,113 kvadratkilometer och ligger 38 meter över havet.

## Delavrinningsområde
Lill-Rössjön ingår i det delavrinningsområde (702513-165655) som SMHI kallar för Utloppet av Ovansjösjön. Medelhöjden är 53 meter över havet och ytan är 4,87 kvadratkilometer. Räknas de 33 avrinningsområdena uppströms in blir den ackumulerade arean 216,08 kvadratkilometer. Avrinningsområdets utflöde Idbyån (Landsjöån) mynnar i havet. Avrinningsområdet består mestadels av skog (58 procent) och öppen mark (16 procent). Avrinningsområdet har 0,66 kvadratkilometer vattenytor vilket ger det en sjöprocent på 13,5 procent.